# Epepeotes elongatus
Epepeotes elongatus là một loài bọ cánh cứng trong họ Cerambycidae.